# U.S. International Challenge 2019
Die U.S. International Challenge 2019 im Badminton fand vom 17. bis zum 21. Dezember 2019 in Orange statt.

## Sieger und Platzierte
| Disziplin    | Gold                             | Silber                        | Bronze                                         |
| ------------ | -------------------------------- | ----------------------------- | ---------------------------------------------- |
| Herreneinzel | Kodai Naraoka                    | Jason Ho-Shue                 | Riku Hatano                                    |
| Herreneinzel | Kodai Naraoka                    | Jason Ho-Shue                 | Misha Zilberman                                |
| Dameneinzel  | Vũ Thị Trang                     | Brittney Tam                  | Lauren Lam                                     |
| Dameneinzel  | Vũ Thị Trang                     | Brittney Tam                  | Iris Wang                                      |
| Herrendoppel | Chen Xin-yuan Lin Yu-chieh       | Jason Ho-Shue Nyl Yakura      | Yoshifumi Fujisawa Kakeru Kumagai              |
| Herrendoppel | Chen Xin-yuan Lin Yu-chieh       | Jason Ho-Shue Nyl Yakura      | Sattawat Pongnairat Ferdinand Sinarta Surbakti |
| Damendoppel  | Setyana Mapasa Gronya Somerville | Rachel Honderich Kristen Tsai | Lauren Lam Yu Chieh                            |
| Damendoppel  | Setyana Mapasa Gronya Somerville | Rachel Honderich Kristen Tsai | Jaqueline Lima Sâmia Lima                      |
| Mixed        | Joshua Hurlburt-Yu Josephine Wu  | Lu Chia-bin Lin Wan-ching     | Lu Chia-hung Kuei Ya Chen                      |
| Mixed        | Joshua Hurlburt-Yu Josephine Wu  | Lu Chia-bin Lin Wan-ching     | Nyl Yakura Wendy Zhang                         |